# Burg Egisheim

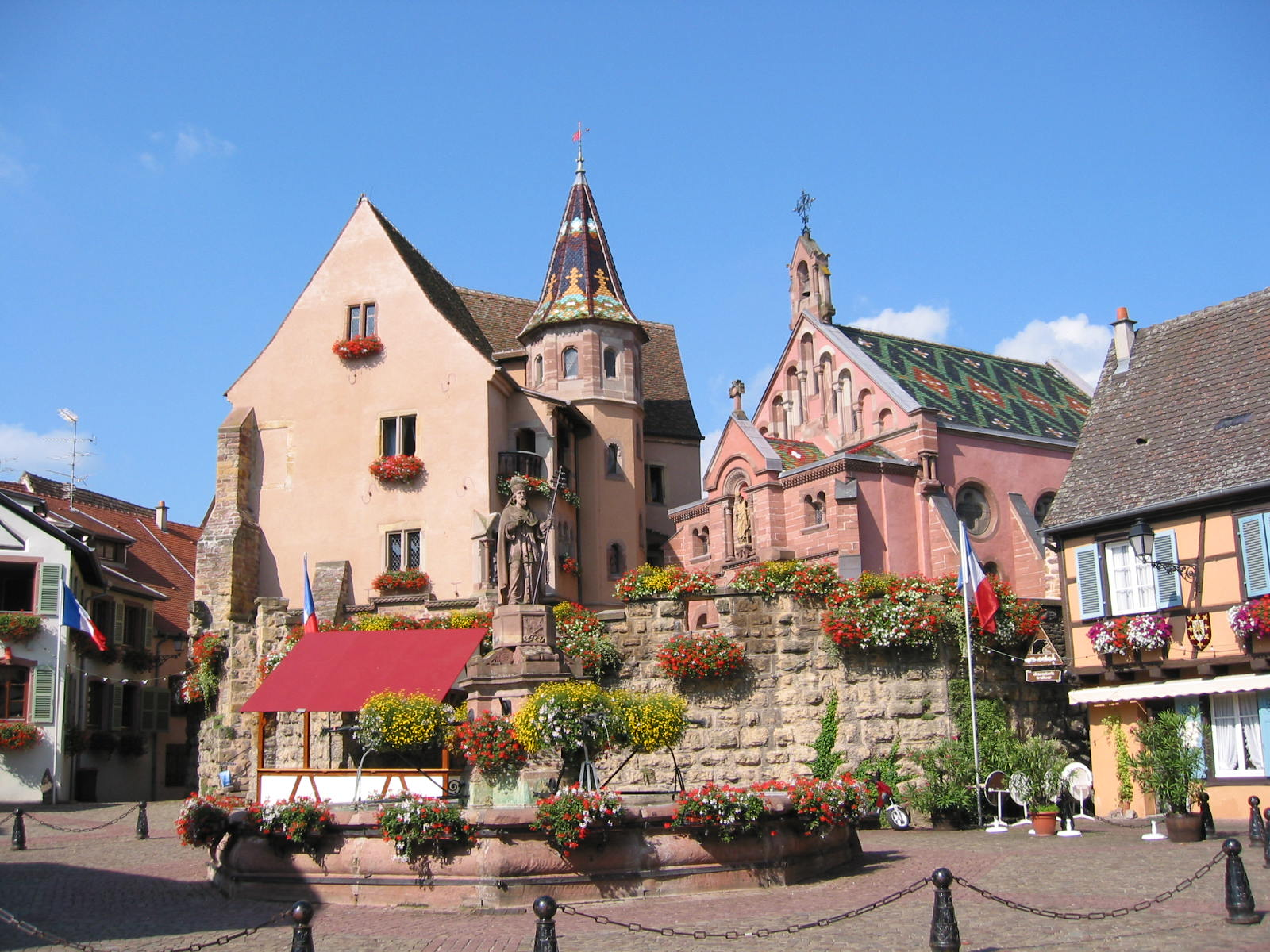
Burg Egisheim und die Leokapelle in der Ortsmitte von Eguisheim

Die Burg Egisheim (französisch Château d’Eguisheim, auch Château de Saint-Léon oder – zur Unterscheidung von Haut-Eguisheim – Bas-Eguisheim genannt) ist eine Burg in der Ortsmitte der elsässischen Ortschaft Egisheim im Oberelsass, rund sechs Kilometer südlich von Colmar. Die umgangssprachlich falsch als Pfalz bezeichnete Anlage sticht aus den zahlreichen Burgen im Elsass durch ihren oktogonalen Grundriss mit zentralem, ebenfalls achteckigen Bergfried hervor, der in dieser Region nur noch von Wangen und Gebweiler bekannt ist. Die genaue Entstehungszeit der Burg ist bisher ungeklärt, als mögliche Erbauer kommen die Grafen von Dagsburg oder das Bistum Straßburg infrage. Forschungen in den letzten Jahrzehnten haben allerdings ergeben, dass die seit dem 19. Jahrhundert tradierte Behauptung, Burg Egisheim sei der Geburtsort des Papstes Leo IX., nicht schlüssig belegt werden kann. Die Anlage steht seit dem 27. März 1903 unter Denkmalschutz (heute ein Monument historique).

## Geschichte

### Mittelalter und Frühe Neuzeit

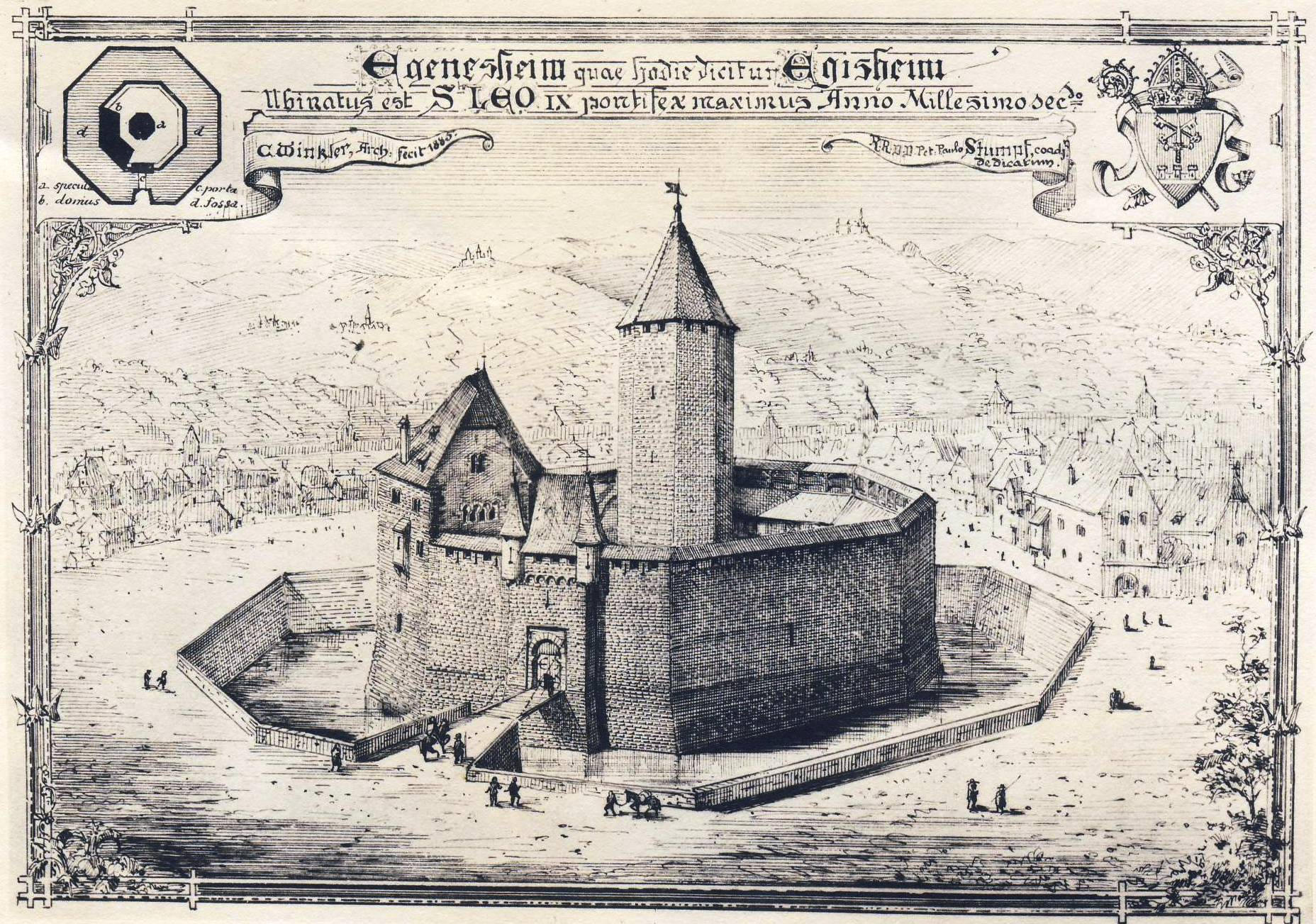
Die historische Burg Egisheim

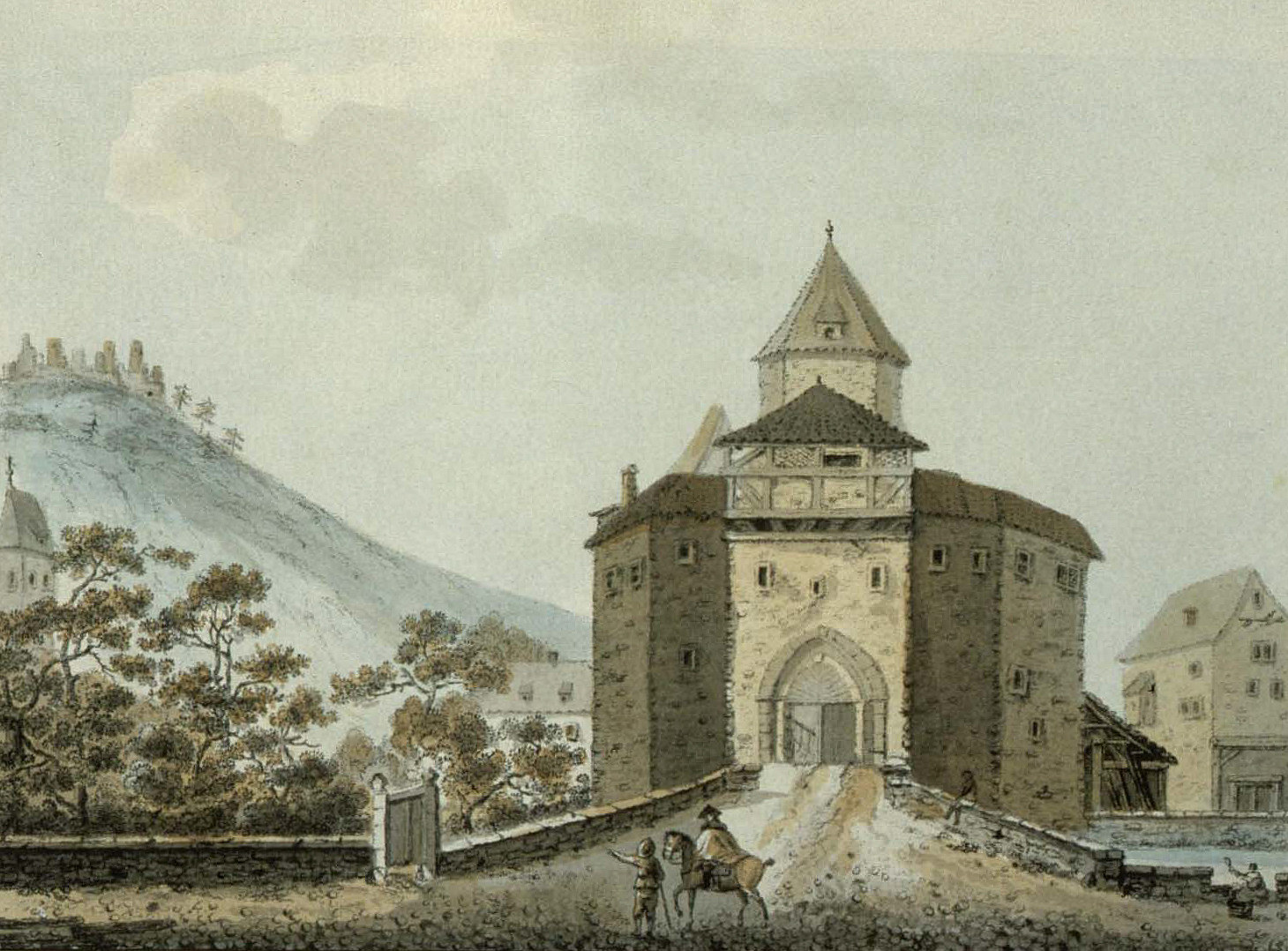
Abbildung der Burg von François Walter, 1785

Die Etichonen, deren Nachkommen die späteren Grafen von Egisheim waren, hatten wohl schon früh Besitz in Egisheim, doch die Annahme, die dortige Stadtburg sei im 8. Jahrhundert durch Graf Eberhard, den Enkel des Herzogs Eticho, erbaut worden, ist unglaubwürdig. Diese früher oft gemachte Aussage fußt auf der erst im 12. Jahrhundert entstandenen Ebermünsterer Chronik, in der zu lesen ist, dass der 747 verstorbene Graf Eberhard auf der von ihm erbauten Burg Egisheim gewohnt habe. Neben dem Fakt, dass die Klostergeschichte erst vier Jahrhunderte nach dem eigentlichen Geschehen aufgezeichnet wurde und deren Richtigkeit deshalb eher zweifelhaft ist, wäre im Übrigen die nahe gelegene Burg Hoh-Egisheim ein viel wahrscheinlicherer Wohnsitz für den Grafen Eberhard gewesen. Alle urkundlichen Erwähnungen eines castrums Egisheim in der Zeit vom 11. bis Mitte des 13. Jahrhunderts beziehen sich auf diese Höhenburg über dem Ort, der nach dem Aussterben der Grafen von Egisheim 1144 durch Erbschaft an die Grafen von Dagsburg kam. Mit dem Tod Gertrudes von Dagsburg, Tochter des Grafen Albert II., im Jahr 1225 starb auch dieses Geschlecht aus, und mehrere Parteien erhoben Ansprüche auf seine Nachfolge. Zu diesen zählten neben den Leiningern die Markgrafen von Baden, die Grafen von Pfirt und das Bistum Straßburg. Es entspann sich ein Erbfolgekrieg zwischen ihnen, der möglicherweise Anlass für den Bau der Stadtburg gewesen ist. Zumindest gelten die Grafen von Dagsburg oder ihre direkten Nachfolger als Erbauer der Anlage. Am 2. November 1226 kaufte der Straßburger Bischof Berthold von Teck den Markgrafen von Baden die beanspruchten Rechte auf Egisheim ab.
Aufgrund architektonischer Merkmale in Kombination mit der vorhandenen schriftlichen Überlieferung kann heute die älteste Bausubstanz und damit die Gründung der Anlage auf die erste Hälfte des 13. Jahrhunderts datiert werden. Aus diesem Grund gilt die in älteren Publikationen oft zu findende Behauptung, die Burg Egisheim sei im Jahr 1002 der Geburtsort Brunos von Egisheim-Dagsburg, des späteren Papstes Leo IX., gewesen, als nicht belegbar. Die erste urkundliche Erwähnung, die sich unzweifelhaft auf die Egisheimer Stadtburg bezieht, findet sich in einem Straßburger Güterverzeichnis aus der Zeit des Bischofs Johann I., durch die bestätigt ist, dass Bertschin von Blienswilr (französisch Berschelin de Blienswiler) ein Viertel der Burg in der Stadt Egisheim in jener Zeit zu Lehen trug (quartam partem castri siti in opido Egensheim). 1348 war die gesamte Anlage im Besitz von Hans von Zellenberg, dem Vogt von Egisheim. 1444 vorübergehend von den Écorcheurs besetzt, befand sie sich kurz vor 1600 in schlechtem baulichen Zustand, sodass sie mit „geringen uncosten“ wiederhergestellt wurde. Während des Dreißigjährigen Kriegs diente sie als sicherer Aufbewahrungsort für den Kirchenschatz von Husseren-les-Châteaux.

### Nachrevolutionäre Zeit

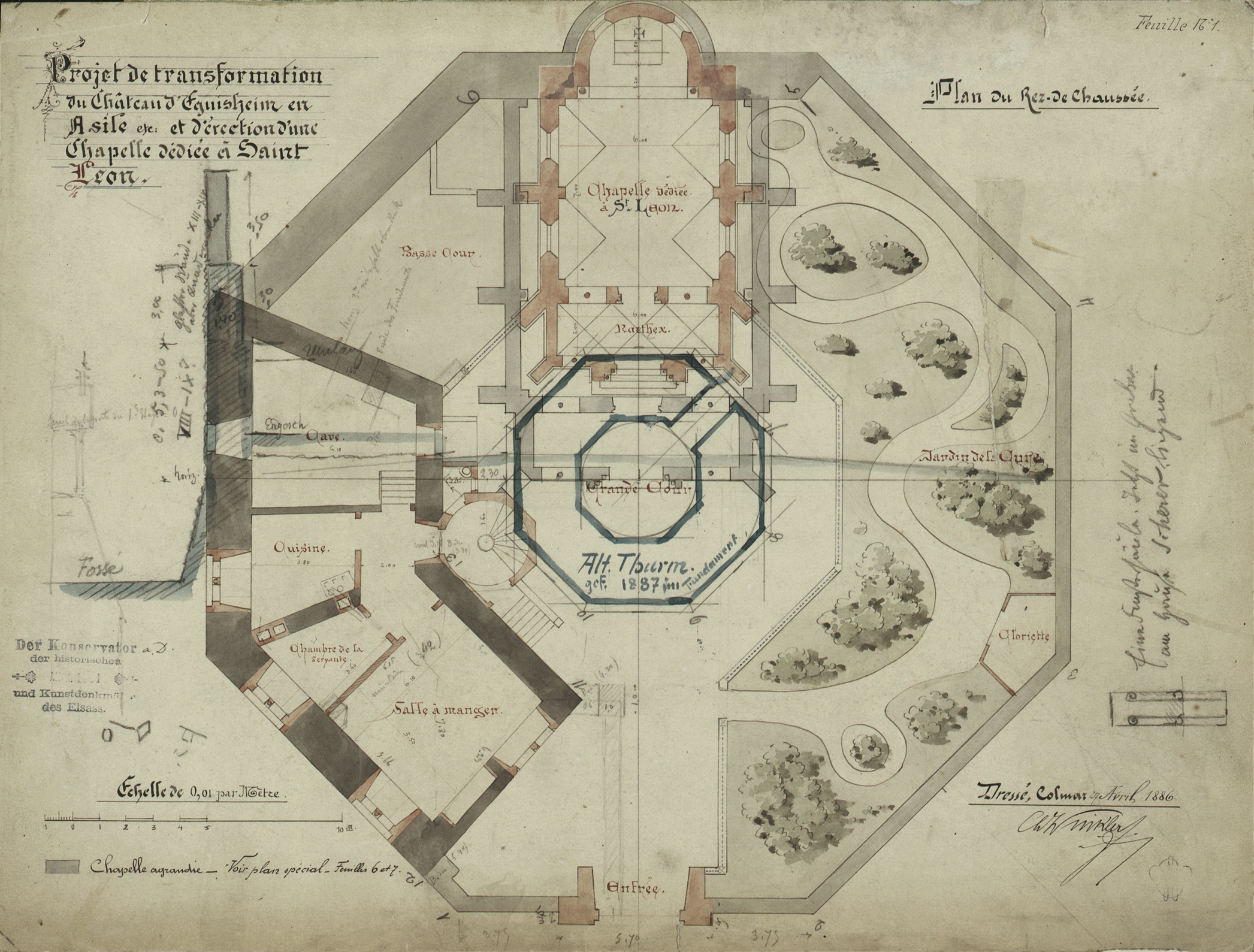
Planzeichnung für die Umgestaltung der Burg und Einfügung der Kapelle von Charles Winkler, 1886

Bis zur Französischen Revolution blieb die Burg Sitz der Straßburger Vogtei. Dann wurde sie als kirchlicher Besitz konfisziert und zu Nationaleigentum erklärt, das 1795 an privat verkauft wurde. Der neue Eigentümer ließ den Bergfried und den Torbau der Burg abtragen und die übrigen Gebäude zu Unterkünften für Tagelöhner umgestalten. Bei diesen Arbeiten wurde auch der bis dahin noch vorhandene Burggraben verfüllt. Nachdem die nachrevolutionären Bauten im Januar 1877 bei einem Feuer abgebrannt waren, wurden deren Reste noch im gleichen Jahr vollständig niedergelegt. 1885 erwarb der spätere Straßburger Bischof Peter Paul Stumpf die Burganlage im Namen seines Bistums, um dort eine Gedenkstätte für Papst Leo IX. einzurichten. Nach Plänen des Architekten Charles Winkler ließ er in der Zeit von 1886 bis 1895 an der Stelle des ehemaligen Bergfrieds die Leokapelle im neoromanischen Stil errichten. Anschließend folgte ab 1903 der Wiederaufbau des Logis unter Verwendung von noch erhaltenem Mauerwerk des Vorgängergebäudes. Dabei fügte Winkler dem Wohnbau einen Treppenturm und einen Balkon im Stil der Neorenaissance an. 1908 wurde die noch zu großen Teilen erhaltene Ringmauer der Anlage gesichert, von angelehnten Bauten befreit und restauriert. Bei den Arbeiten wurde das unter dem heutigen Bodenniveau befindliche Fundament des einstigen Bergfrieds entdeckt und freigelegt, später aber wieder zugeschüttet. Eine weitere Freilegung und Restaurierung der Ringmauer fand von 1988 bis 1989 statt.
Heute gehört die Burg der Gemeinde Egisheim, die sie als Veranstaltungsraum und für temporäre Ausstellungen nutzt. Nur im Rahmen solcher Veranstaltungen oder bei einer durch das örtliche Fremdenverkehrsamt ausgerichteten Führung können Besucher das Logis von innen besichtigen.

## Beschreibung

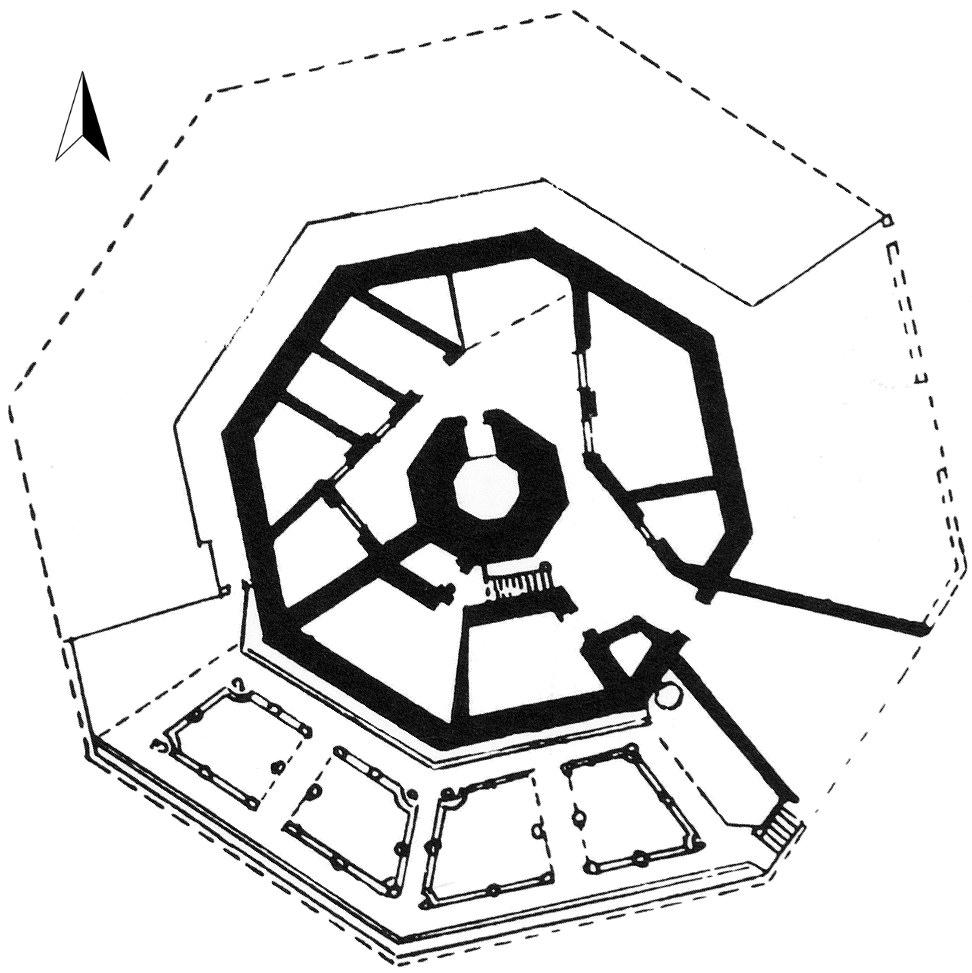
Grundriss der Burg nach einem Plan von 1790

### Ringmauer und Tor
Die Burg Egisheim erhebt sich auf einem achteckigen Areal mit 32 Metern Durchmesser, das allseitig von einer 1,78 Meter dicken Ringmauer aus dem 13. Jahrhundert umgeben ist. Im Abstand von 90 und 100 Metern von der Burg verläuft die doppelte Stadtmauer von Egisheim und deutet darauf hin, dass die Wehranlage wohl von Anfang an in der Mitte des Ortes lag. Der untere Teil der Ringmauer ist auf fünf Metern Höhe mit 14 Schichten Buckelquadern aus gelbem Sandstein verkleidet, während die obere Partie der Mauer – wie auch alle späteren Burgteile – aus rotem Sandstein besteht. Die Höhe der Ringmauer variiert heutzutage zwischen 12,97 und 13,16 Metern. Sieben der acht Mauerseiten besaßen einst mittig ein rundbogiges Schlitzfenster, an der achten Seite befand sich das Burgtor in einem Risalit mit vorkragendem Fachwerkobergeschoss. Aufgrund der erhaltenen Baunaht kann der nicht mehr erhaltene Risalit als Anbau des 15./16. Jahrhunderts identifiziert werden. Das spitzbogige Tor besaß gotische Formen und ein gestuftes Gewände mit Kämpfergesims. An der Westseite der Ringmauer sind heute noch die beiden Konsolsteine eines Aborterkers zu sehen.

### Wehrelemente
Neben einem Wehrgang als oberem Abschluss der Ringmauer besaß Burg Egisheim weitere Wehrelemente zu ihrem Schutz. Dazu zählten ein etwa zwölf Meter breiter Wassergraben, der die Burg allseitig umgab, und eine Zugbrücke, die im Jahr 1578 noch vorhanden war, heute aber verschwunden ist. 1790 war der Graben noch existent und im nördlichen Bereich noch mit Wasser gefüllt, sein südlicher Bereich war zu jener Zeit jedoch schon verfüllt und zu einem Garten umgestaltet. Sowohl Garten als auch Wassergraben existieren heute nicht mehr.

### Gebäude

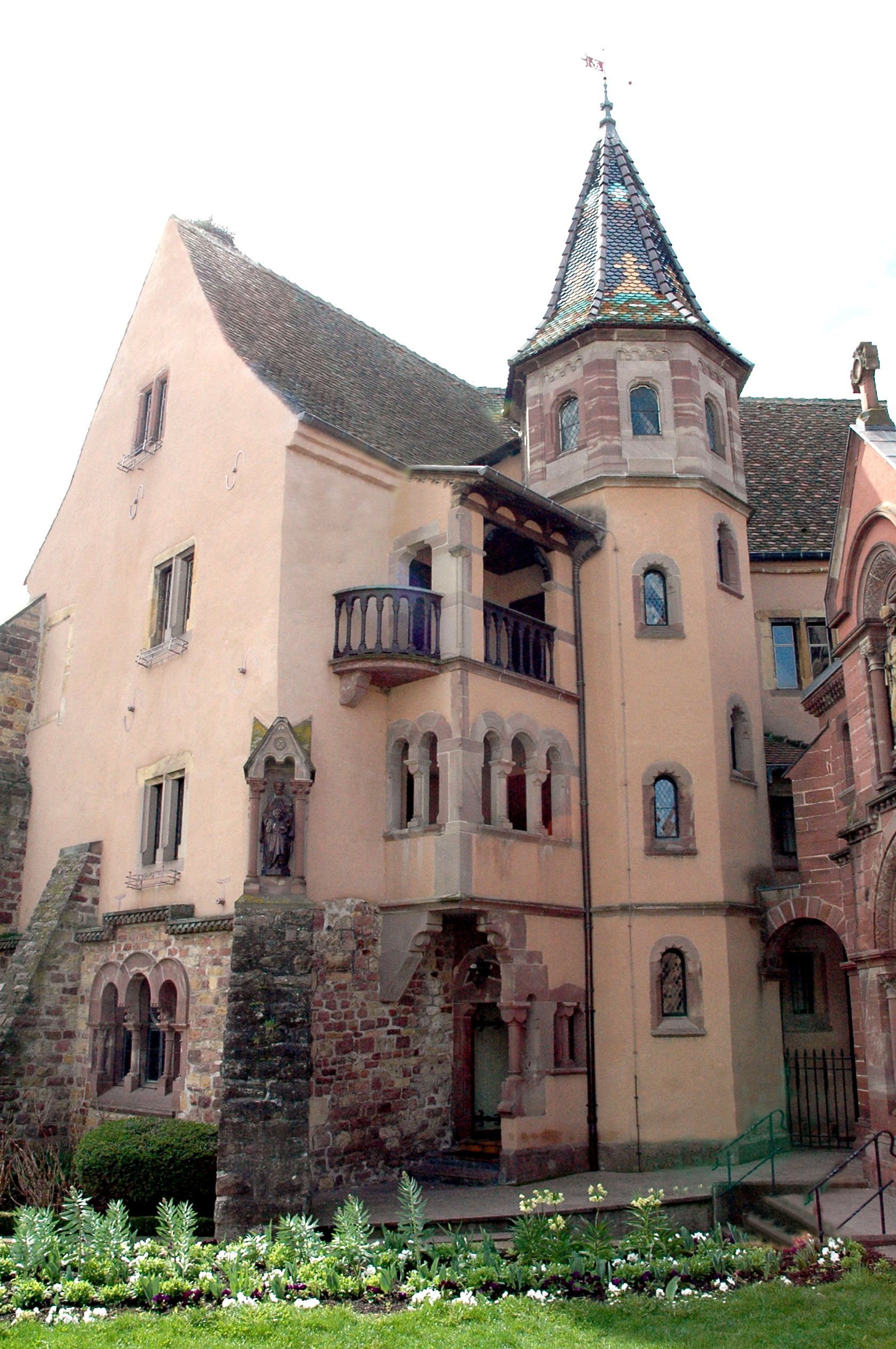
Der Wohnbau im Stil der Neorenaissance

Mittelpunkt der Anlage war der achteckige Bergfried, dessen Seiten 2,2 Meter dick und 3,8 Meter lang waren, womit der Turm auf eine Gesamtbreite von knapp elf Metern kam. Sein Mauerwerk bestand aus Buckelquadern mit Randschlag. Der Bergfried wurde 1795 abgerissen, Reste von ihm waren aber um 1840 immer noch sichtbar. Daneben gab es einen Wohnbau (Logis), der sich von innen an die südliche Ringmauer anlehnte. Er ist heute noch erhalten, bekam sein Aussehen im Stil der Neorenaissance jedoch erst bei einem teilweisen Wiederaufbau zu Beginn des 20. Jahrhunderts. So gehört sein Treppenturm mit innenliegender Wendeltreppe nicht zum anfänglichen Baubestand, sondern stammt von jenen Bauarbeiten. Das zweigeschossige Logis besitzt eine Tiefe von acht Metern und wurde ursprünglich am Ende des 15. oder Beginn des 16. Jahrhunderts errichtet, darauf deuten seine noch original erhaltenen Kreuzstockfenster hin. Die Tür im Nordgiebel des Gebäudes führte früher zum Wehrgang auf der Ringmauer.
Zur Burg gehörten auch einige Wirtschaftsgebäude, die sich wie der Wohnbau an die Innenseite der Ringmauer anlehnten. Ihre Anzahl und bauliche Beschaffenheit sind aber unklar, denn durch die Umbauten und ein Feuer sind nur noch geringe Bauspuren von ihnen vorhanden. An der Südseite stand wohl ein Gebäude, das mindestens ein Obergeschoss besaß. Durch schriftliche Überlieferung ist zudem ein weiterer Bau an der Westseite der Anlage überliefert.